# Cyprinus multitaeniata
Cyprinus multitaeniata es una especie de peces de la familia de los Cyprinidae en el orden de los Cypriniformes.

## Morfología
Los machos pueden llegar alcanzar los 500 g de peso total.

## Hábitat
Es un pez de agua dulce.

## Distribución geográfica
Se encuentra en la China y  Vietnam.